# UEFA EURO 2028
UEFA EURO 2028は、4年に一度開催される国際サッカー選手権であるヨーロッパ各国のサッカー代表チームによって争われるUEFA欧州選手権の第18回大会である。本大会は2028年にイギリスおよびアイルランドで行われる。イングランド、アイルランド共和国、スコットランド、ウェールズが共催し、2028年6月9日から7月9日まで開催される予定である。
イングランドが同大会で試合を主催するのは、1996年大会と2020年大会の8試合（決勝戦を含む）に続いて3回目。スコットランドで決勝戦が行われるのは2度目で、2020年大会でも4試合がスコットランドで開催されている。北アイルランド、アイルランド共和国、ウェールズで試合が行われるのは初めてとなる。
スペインは、2024年大会の決勝戦で次期開催国の一つである イングランドに勝利し、ディフェンディングチャンピオンとなった。

## 立候補が表明されている国･地域
-  イギリスおよび  アイルランド – 2022年2月7日イングランド、スコットランド、ウェールズ、北アイルランド、およびアイルランドの協会は連名で立候補を表明。ユーロ2020ではロンドン（イングランド）とグラスゴー（スコットランド）で開催された。

## 開催予定地
2020年大会決勝会場のウェンブリー・スタジアムやハムデン・パーク、シティ・オブ・マンチェスター・スタジアム、ナショナルスタジアム・オブ・ウェールズ、ダブリン・アリーナなどでの開催が想定される。
| ロンドン                 | ロンドン                                                                               | カーディフ                                                                             | マンチェスター                           |
| ------------------------ | -------------------------------------------------------------------------------------- | -------------------------------------------------------------------------------------- | ---------------------------------------- |
| ウェンブリー・スタジアム | トッテナム・ホットスパースタジアム                                                     | ナショナルスタジアム・オブ・ウェールズ                                                 | シティ・オブ・マンチェスター・スタジアム |
| 収容人数: 90,652         | 収容人数: 62,322                                                                       | 収容人数: 73,952                                                                       | 収容人数: 61,000                         |
|                          |                                                                                        |                                                                                        |                                          |
| リバプール               | ロンドンカーディフマンチェスターリバプールニューカッスルバーミンガムグラスゴーダブリン | ロンドンカーディフマンチェスターリバプールニューカッスルバーミンガムグラスゴーダブリン | ニューカッスル                           |
| エヴァートン・スタジアム | ロンドンカーディフマンチェスターリバプールニューカッスルバーミンガムグラスゴーダブリン | ロンドンカーディフマンチェスターリバプールニューカッスルバーミンガムグラスゴーダブリン | セント・ジェームズ・パーク               |
| 収容人数: 52,679         | ロンドンカーディフマンチェスターリバプールニューカッスルバーミンガムグラスゴーダブリン | ロンドンカーディフマンチェスターリバプールニューカッスルバーミンガムグラスゴーダブリン | 収容人数: 52,305                         |
|                          | ロンドンカーディフマンチェスターリバプールニューカッスルバーミンガムグラスゴーダブリン | ロンドンカーディフマンチェスターリバプールニューカッスルバーミンガムグラスゴーダブリン |                                          |
| バーミンガム             | グラスゴー                                                                             | ダブリン                                                                               |                                          |
| ヴィラ・パーク           | ハムデン・パーク                                                                       | ダブリン・アリーナ                                                                     |                                          |
| 収容人数: 52,190         | 収容人数: 52,032                                                                       | 収容人数: 51,711                                                                       |                                          |
|                          |                                                                                        |                                                                                        |                                          |